# لج بني عامر (أفلح الشام)

تعديل مصدري - تعديل

لج بني عامر هي إحدى قرى عزلة بني حربي بمديرية أفلح الشام التابعة لمحافظة حجة، بلغ تعداد سكانها 648 نسمة حسب تعداد اليمن لعام 2004.